# 水車町
水車町（すいしゃまち、すいしゃちょう/Suishamachi , suishacho）は、北海道札幌市豊平区にある地名。水車町1丁目から8丁目まであり、郵便番号は062-0912。かつては水車通りと呼ばれた。

## 地理
南北800m×東西200mで、ほぼ長方形の町域になっており、おもに住宅地である。隣町の旭町と共に旭水地区を形成する。
札幌市が定める読み方は「すいしゃちょう」であるが、地元住民の間では「すいしゃまち」と呼ばれることが一般的である。日本国内には同じ地名は存在せず、類似の例も京都市左京区の「上高野水車町」のみである（ただし地名に「水車」が含まれるケースは、北海道留萌市の「水車の沢」、兵庫県神戸市の「水車新田」など、全国各地に数多く存在する）。

## 歴史
開拓時代にはこの地区に官営の製材所があったが、明治20年代に入ると、豊平川の分流「水車川」を利用した水車小屋が作られ、精米、製粉などのための動力源として活用されていた。また、同じ頃から、近隣の平岸・中の島・旭町とともに、リンゴの栽培が本格的に行われ、多くの果樹園が作られた。水車川は現在の水車町5丁目の難得神社（難得大龍王）の下手辺りで豊平川から分かれ、水車町公園の横を通り、南7条橋と豊平橋の中間辺りで再び豊平川に合流した。
最盛期の大正初期には7、8軒の水車小屋があり、当時札幌市内に供給される米や粉の加工は、全てこの地域で行われていた。だが、大正中期に電気の普及が始まると、水車の需要は激減し、1924年（大正13年）までには、水車小屋は完全に姿を消した。1962年（昭和37年）に、南大橋が架設されて札幌市街との連絡が至便になると、住宅地化が進み、果樹園の数も減少していった。水車川も家庭排水による汚染が進み、1973年（昭和48年）に埋め立てられた。かつての河道は遊歩道やサイクリングロードとして残っている。

### 行政区分
大正時代まで豊平○番地の名称であったが、昭和に入ると豊平8条～10条の各一部、豊平川岸1～9丁目となる。また、地域の住民には水車通りの通称でも呼ばれるようになった。 
1950年（昭和25年）に水車町1～13丁目となる。1979年（昭和54年）1月29日の町名整理により9～13丁目が廃止され、改めて1～8丁目に再編されて現在に至る。

## 住所
| 町丁               | 郵便番号 |
| ------------------ | -------- |
| 水車町1丁目～8丁目 | 062-0912 |

## 主要道路
- 米里行啓通：平岸との境界。
- 中の島通：豊平、旭町、平岸との境界。
- 南7条米里通：豊平との境界。
- 菊水旭山公園通：地区内を東西に抜ける。
- 豊平川通（豊平川右岸線）：豊平川を隔てて中央区と接する。

## 施設
- 札幌市立旭小学校（水車町3丁目）
- 札幌市旭小ミニ児童会館（水車町3丁目、旭小学校内）
- 水車町公園（水車町1丁目）
- 旭水会館（水車町6丁目）
- 豊平川神社（水車町6丁目、旭水会館内）
- 難得神社（水車町5丁目）
- イワクラホーム

## 周辺
- 札幌市立八条中学校（豊平8条13丁目）
- 学校法人北海学園（旭町）
- 札幌市水道局豊平庁舎（豊平8条10丁目）
- 札幌市建設局下水道庁舎（豊平6条3丁目）

## 交通機関
- 札幌市営地下鉄東豊線学園前駅
- 札幌市営地下鉄南北線中の島駅